# Alchemilla anisiaca
Alchemilla anisiaca är en rosväxtart som beskrevs av Richard von Wettstein. Alchemilla anisiaca ingår i släktet daggkåpor, och familjen rosväxter.

## Underarter
Arten delas in i följande underarter:
- A. a. anisiaca
- A. a. glabrescens
- A. a. podophylla

## Bildgalleri

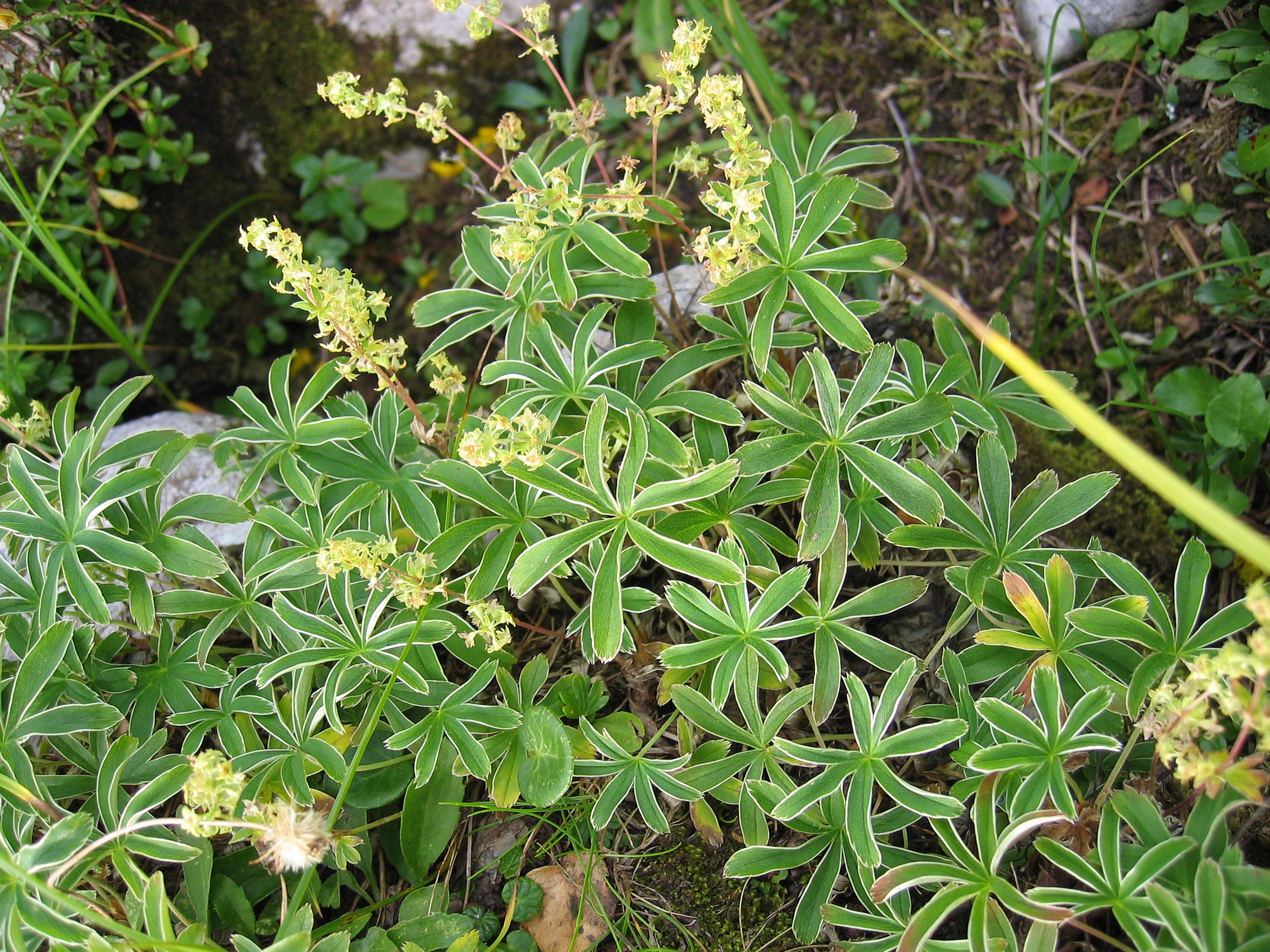